# Chocolate Hills

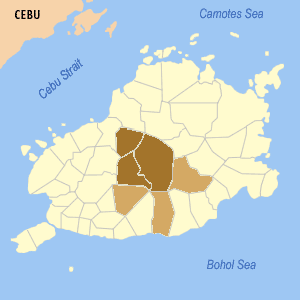
De locatie van de Chocolate Hills

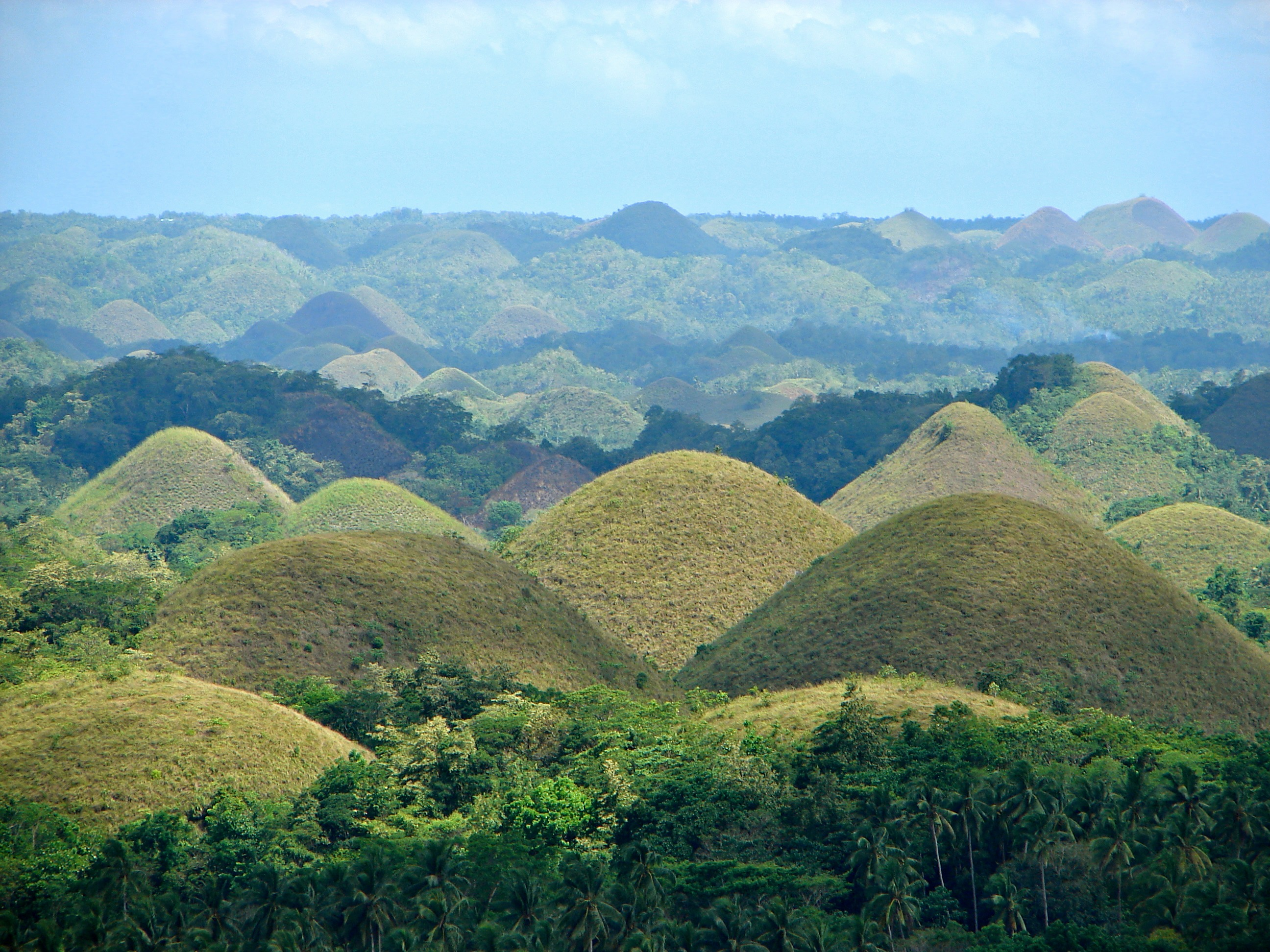

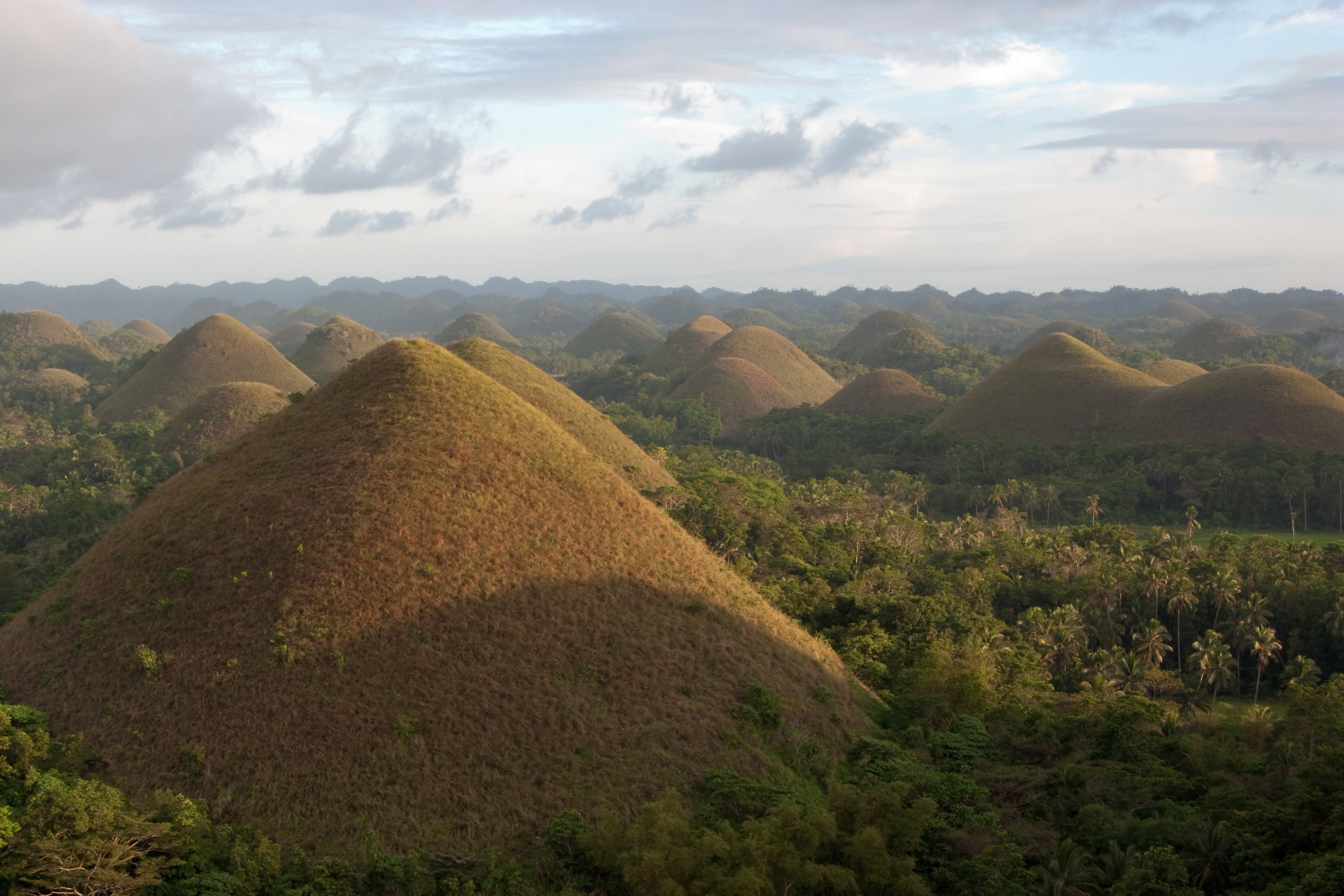

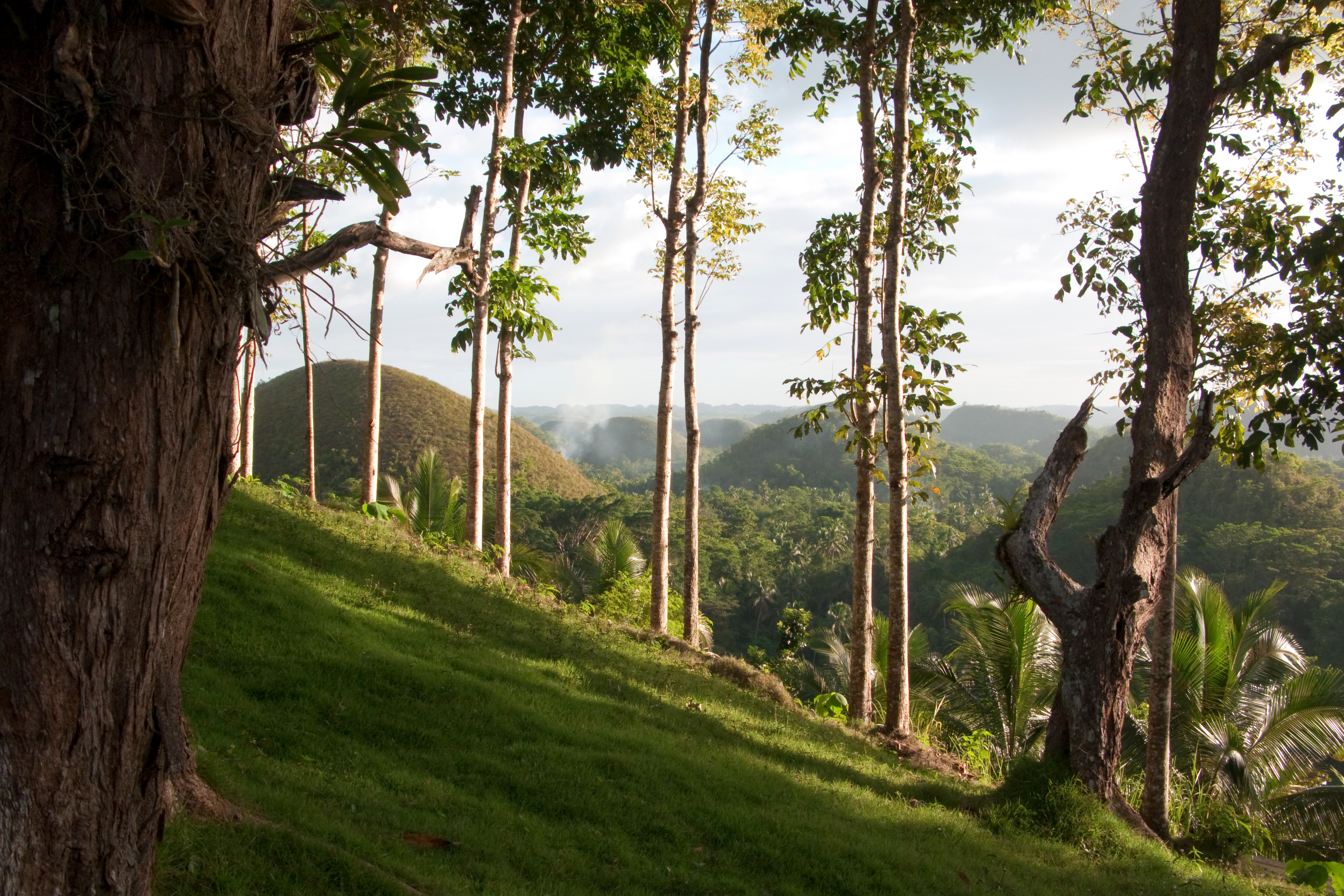

De Chocolate Hills zijn de belangrijkste bezienswaardigheden op het Filipijnse eiland Bohol. Midden op een vrijwel vlak plateau verrijzen in een gebied van meer dan 50 vierkante kilometer 1.268 vrijwel gelijke kegelvormige heuvels van circa 30 tot 50 meter hoog. Ze zijn grotendeels begroeid met gras dat tijdens het droge jaargetijde een bruine tint krijgt. De heuvels doen dan enigszins denken aan reusachtige chocoladebergen.

## Geologie
Dit bijzondere geologische verschijnsel is ontstaan door de verwering van kalksteen en erosieverschijnselen. De heuvels zijn een vorm van tropische kegelkarst. Hierbij zijn de karstverschijnselen veel verder voortgeschreden dan in een landschap dat wordt gekenmerkt door karstdepressies als dolines en poljes.
De lokale mythe is dat twee reuzen dagen tegen elkaar hebben gevochten met stenen en zand. Romantischer is het verhaal van Arogo, een sterke en jonge reus die verliefd werd op het meisje Aloya. Toen Aloya doodging in de handpalm van de reus, veranderden zijn tranen in de heuvels.

## Nationaal Monument
In 1988 werden de Chocolate Hills uitgeroepen tot Nationaal Geologisch Monument door de Filipijnse regering.

## Referentie
- Urich, Peter B., Day, Michael J. & Lynagh, Fiona, (2001). Policy and practice in karst landscape protection: Bohol, the Philippines. The Geographical Journal 167(4), 305-323.